# Wyspy Belchera
Wyspy Belchera (ang. Belcher Islands, fr. Îles Belcher) – archipelag w Zatoce Hudsona w Kanadzie, administracyjnie należący do terytorium Nunavut. Wioska Sanikiluaq na północnym krańcu Wyspy Flaherty jest najbardziej wysuniętą na południe miejscowością Nunavutu. Inne główne wyspy w liczącym  1500 wysp archipelagu to Wyspa Kugong, Wyspa Moore, Wyspa Tukarak, Wyspa Innetalling, Wyspa Wiegand, Wyspa Split, Wyspa Snape i Wyspa Mavor.
Geologia Wysp Belchera jest proterozoiczna. Na ich powierzchni występują skały okruchowe, a także skały magmowe. Na wyspach występują rudy żelaza.
Wyspy zostały odkryte w 1610 przez Henry'ego Hudsona.